# Gracias por la música
Gracias por la música – album kompilacyjny szwedzkiego zespołu ABBA wydany w 1980.
W 1979 zespół nagrał dwie piosenki w języku hiszpańskim tj. „I Have a Dream” i „Chiquitita”. Rok później muzycy zadecydowali o nagraniu jeszcze ośmiu piosenek i wydaniu całego albumu.
Album został doczekał się reedycji na płycie CD w Japonii w 1988 i w Argentynie w 1993.

## Lista utworów
Lista według Discogs:
Strona A
1. „Gracias Por La Música” („Thank You for the Music”) (Andersson, Ulvaeus) – 3:49
2. „Reina Danzante” a.k.a. „La Reina Del Baile” („Dancing Queen”) (Anderson, Andersson, Ulvaeus) – 4:02
3. „Al Andar” („Move On”) (Anderson, Andersson, Ulvaeus) – 4:44
4. „¡Dame! ¡Dame! ¡Dame!” („Gimme! Gimme! Gimme! (A Man After Midnight)”) (Andersson, Ulvaeus) – 4:51
5. „Fernando” (Anderson, Andersson, Ulvaeus) – 4:17

Strona B
1. „Estoy Soñando” („I Have a Dream”) (Andersson, Ulvaeus) – 4:38
2. „Mamma Mia” (Anderson, Andersson, Ulvaeus) – 3:34
3. „Hasta Mañana” (Anderson, Andersson, Ulvaeus) – 3:09
4. „Conociéndome, Conociéndote” („Knowing Me, Knowing You”) (Anderson, Andersson, Ulvaeus) – 4:04
5. „Chiquitita” (Andersson, Ulvaeus) – 5:30